# Cimo de Vila da Castanheira
Cimo de Vila da Castanheira es una freguesia portuguesa del concelho de Chaves, en el distrito de Vila Real, con 15,74 km² de superficie y 479 habitantes (2011). Su densidad de población es de 30,4 hab/km².
Situada en la zona nororiental del concelho, a unos 23 km de Chaves, Cimo de Vila o Castanheira, como se abrevia con frecuencia el topónimo completo, es una freguesia eminentemente rural y agrícola, aquejada de un acusado descenso demográfico a partir de mediados del siglo XX, como puede observarse en el cuadro siguiente:
| 1900 | 1920 | 1940 | 1960  | 1981 | 2001 | 2011 |
| 712  | 634  | 767  | 1 159 | 938  | 605  | 479  |

Zona poblada desde tiempos prerromanos, como atestiguarían los restos de un castro datado como celtíbero, el territorio de Castinheira fue conquistado a los árabes y repoblado, a fines del s. IX, por el conde Odoario, hijo de Ordoño I de Asturias y hermano del rey Alfonso III el Magno, que le había encargado la repoblación de Galicia y del Condado Portucalense. Con la independencia de Portugal, Cimo de Vila pasó a constituir parte del señorío de los condes de Autoguia, hasta que en 1759 se integró en el concelho de Monforte de Rio Livre, y al disolverse este en 1853 pasó al concelho de Chaves.
En el patrimonio histórico-artístico de la freguesia destacan la iglesia románica de San Juan Bautista, los restos del castillo medieval construido en pizarra, conocido como Castelo dos Mouros o Castelo do Mau Vizinho ("Castillo del Mal Vecino"), y la iglesia matriz.